# Ворошиловский район (Андижанская область)
Ворошиловский район (узб. Ворошилов тумани) — единица административного деления Андижанского округа, Ферганской и Андижанской областей Узбекской ССР, существовавшая в 1926—1962 годах.

## История
Курган-Тепинский район с центром в кишлаке Кара-Су был образован в 1926 году в составе Андижанского округа Узбекской ССР.
В 1930 году в связи с ликвидацией окружного деления район перешёл в прямое подчинение республиканских властей.
В 1933 году Курган-Тепинский район был переименован в Ворошиловский район, а его центр, кишлак Кара-Су, в Ворошиловск.
15 января 1938 года Ворошиловский район вошёл в состав Ферганской области, а 6 марта 1941 года был передан в новую Андижанскую область.
По данным на 1 октября 1948 года район включал 1 рабочий посёлок (Ханабад) и 13 сельсоветов(Абдулдабий, им. Ворошилова, Гайратабад, Дехканчек, Карабагиш, Коштепа, Кургантепа, Мамурабад, Султанабад, Фазылман, Ханабад, Ходжамшукур и Чимион).
27 марта 1953 года из состава Ворошиловского района был выделен Кургантепинский район.
28 ноября 1961 года Ворошиловский район был переименован в Ильичёвский район.
24 декабря 1962 года Ильичёвский район был упразднён.

## Население
По данным переписи 1939 года в Ворошиловском районе проживало 45 512 человек, в том числе узбеки — 56,8 %, киргизы — 23,3 %, уйгуры — 9,6 %, русские — 4,2 %, корейцы — 1,9 %, татары — 1,7 %. По данным переписи 1959 года в районе проживал 43 601 человек.